# Hacı Salih Pascià
Hacı Salih Pascià (Smirne, ... – Adana, dicembre 1828) è stato un politico ottomano, che prestò servizio come gran visir per un anno, sei mesi e dieci giorni tra il 30 aprile 1821 e il 10 aprile 1822, durante il regno di Mahmud II, dopo il licenziamento di Benderli Ali Pascià.